# Barbara Bacher
Barbara Bacher (* 10. srpna 1982 Längenfeld, Okres Imst) je rakouská reprezentantka ve sportovním lezení, mistryně Rakouska v lezení na rychlost a v boulderingu, juniorská mistryně světa a vítězka Evropského poháru juniorů v lezení na obtížnost.
Lezení se věnovala také její mladší sestra Sabine Bacher (* 1984)

## Výkony a ocenění
- několikanásobná nominace na prestižní mezinárodní závody Rock Master v italském Arcu, v roce 2012 byla 4. v duelu
- mistryně Rakouska v lezení na rychlost a v boulderingu
- vicemistryně Rakouska v lezení na obtížnost
- juniorská mistryně světa
- vítězka Evropského poháru juniorů
- mistryně Rakouska v lezení na rychlost a v boulderingu

### Závodní výsledky
| Arco Rock Master | Arco Rock Master | Arco Rock Master | Arco Rock Master | Arco Rock Master | Arco Rock Master | Arco Rock Master | Arco Rock Master |
| Rok              | 2002             | 2004             | 2006             | 2007             | 2008             | 2010             | 2012             |
| ---------------- | ---------------- | ---------------- | ---------------- | ---------------- | ---------------- | ---------------- | ---------------- |
| Obtížnost        | 6                | 8                | 6                | 8                | 7-8              | 25*              | 5                |
| Duel             | —                | —                | —                | —                | —                | —                | 4                |

* poznámka: v roce 2010 byla rozšířená nominace jako příprava na MS 2011
| Mistrovství světa | Mistrovství světa | Mistrovství světa | Mistrovství světa | Mistrovství světa | Mistrovství světa | Mistrovství světa | Mistrovství světa | Mistrovství světa |
| Rok               | 2001              | 2003              | 2005              | 2007              | 2009              | 2011              | 2012              | 2014              |
| ----------------- | ----------------- | ----------------- | ----------------- | ----------------- | ----------------- | ----------------- | ----------------- | ----------------- |
| Obtížnost         | 15                | 8                 | 28-29             | 15                | 7                 | 20-21             | 9-10              | 24                |
| Rychlost          | —                 | —                 | —                 | —                 | —                 | 46                | 42                | 35                |
| Bouldering        | —                 | 15                | 34                | 19                | 25-26             | 27-28             | 8                 | 31-32             |

| Světový pohár ve sportovním lezení | Světový pohár ve sportovním lezení | Světový pohár ve sportovním lezení | Světový pohár ve sportovním lezení | Světový pohár ve sportovním lezení | Světový pohár ve sportovním lezení | Světový pohár ve sportovním lezení | Světový pohár ve sportovním lezení | Světový pohár ve sportovním lezení | Světový pohár ve sportovním lezení | Světový pohár ve sportovním lezení | Světový pohár ve sportovním lezení | Světový pohár ve sportovním lezení | Světový pohár ve sportovním lezení | Světový pohár ve sportovním lezení | Světový pohár ve sportovním lezení | Světový pohár ve sportovním lezení | Světový pohár ve sportovním lezení | Světový pohár ve sportovním lezení | Světový pohár ve sportovním lezení |
| Rok                                | 1998                               | 1999                               | 2000                               | 2001                               | 2002                               | 2003                               | 2004                               | 2005                               | 2006                               | 2007                               | 2008                               | 2009                               | 2010                               | 2011                               | 2012                               | 2013                               | 2014                               | 2015                               | 2016                               |
| ---------------------------------- | ---------------------------------- | ---------------------------------- | ---------------------------------- | ---------------------------------- | ---------------------------------- | ---------------------------------- | ---------------------------------- | ---------------------------------- | ---------------------------------- | ---------------------------------- | ---------------------------------- | ---------------------------------- | ---------------------------------- | ---------------------------------- | ---------------------------------- | ---------------------------------- | ---------------------------------- | ---------------------------------- | ---------------------------------- |
| Obtížnost                          | 40-42                              | 51-52                              | 33-34                              | 16                                 | 11                                 | 5                                  | 12                                 | 11                                 | 8                                  | 13                                 | 14                                 | 18                                 | 17                                 | 11                                 | 16                                 |                                    | 17                                 | 30-31                              | 39                                 |
| jednotlivě*                        |                                    |                                    |                                    |                                    |                                    |                                    | Bronzová medaile                   |                                    |                                    |                                    |                                    |                                    |                                    |                                    |                                    |                                    |                                    |                                    |                                    |
|                                    |                                    |                                    |                                    |                                    |                                    |                                    |                                    |                                    |                                    |                                    |                                    |                                    |                                    |                                    |                                    |                                    |                                    |                                    |                                    |
| Bouldering                         |                                    |                                    |                                    |                                    |                                    |                                    |                                    |                                    |                                    |                                    |                                    |                                    |                                    |                                    |                                    |                                    |                                    |                                    |                                    |
| jednotlivě*                        |                                    |                                    |                                    |                                    |                                    |                                    |                                    |                                    |                                    |                                    |                                    |                                    |                                    |                                    |                                    |                                    |                                    |                                    |                                    |
|                                    |                                    |                                    |                                    |                                    |                                    |                                    |                                    |                                    |                                    |                                    |                                    |                                    |                                    |                                    |                                    |                                    |                                    |                                    |                                    |
| Kombinace                          |                                    |                                    |                                    |                                    |                                    |                                    |                                    |                                    |                                    |                                    |                                    |                                    |                                    |                                    |                                    |                                    |                                    |                                    |                                    |

* poznámka: nalevo jsou poslední závody v roce
| Mistrovství Evropy | Mistrovství Evropy | Mistrovství Evropy | Mistrovství Evropy | Mistrovství Evropy | Mistrovství Evropy | Mistrovství Evropy | Mistrovství Evropy | Mistrovství Evropy | Mistrovství Evropy |
| Rok                | 2000               | 2002               | 2004               | 2006               | 2007               | 2008               | 2010               | 2013               | 2015               |
| ------------------ | ------------------ | ------------------ | ------------------ | ------------------ | ------------------ | ------------------ | ------------------ | ------------------ | ------------------ |
| Obtížnost          | 17                 | 14-15              | 10                 | 6                  | nezávodilo se      | 23                 | 8                  | 14                 | 27                 |
| Rychlost           | —                  | —                  | —                  | —                  | nezávodilo se      | 19                 | 20                 | 33                 | —                  |
| Bouldering         | —                  | —                  | 18                 | zrušeno            | —                  | 25                 | 21-22              | 29-31              | —                  |

| Mistrovství Rakouska | Mistrovství Rakouska | Mistrovství Rakouska | Mistrovství Rakouska | Mistrovství Rakouska | Mistrovství Rakouska | Mistrovství Rakouska | Mistrovství Rakouska |
| Rok                  | 2005                 | 2006                 | 2007                 | 2008                 | 2009                 | 2010                 | 2011                 |
| -------------------- | -------------------- | -------------------- | -------------------- | -------------------- | -------------------- | -------------------- | -------------------- |
| Obtížnost            | 2                    | 2                    |                      | 2                    | 3                    |                      |                      |
| Rychlost             |                      |                      |                      |                      |                      | 1                    | 2                    |
| Bouldering           | 2                    | 2                    | 1                    |                      | 1                    |                      |                      |

| Mistrovství světa juniorů | Mistrovství světa juniorů | Mistrovství světa juniorů |
| Rok                       | 1999 kat. A               | 2000 juniorky             |
| ------------------------- | ------------------------- | ------------------------- |
| Obtížnost                 | 3                         | 1                         |

| Evropský pohár juniorů | Evropský pohár juniorů | Evropský pohár juniorů |
| Rok                    | 1998 kat. A            | 1999 kat. A            |
| ---------------------- | ---------------------- | ---------------------- |
| Obtížnost              | 1                      | 1                      |

### Skalní lezení
- 2012, první 8c